# Fecioara (constelație)

Fecioara este o constelație din zodiac. Numele ei latin Virgo provine de la cuvântul latin virgin, simbolul ei fiind . Ea este situată între constelația Leul la vest și constelația Libra la est, fiind a doua cea mai mare constelație de pe cer (după constelația Hydra). Ea este ușor de observat datorită celei mai strălucitoare stele a ei - Spica.

## Obiecte cerești
- Abell 36
- Messier 87
- Messier 104
- NGC 4526

Coordonate:  13h 00m 00s, +00° 00′ 00″